# ラザロの復活 (フアン・デ・フランデス)
『ラザロの復活』（ラザロのふっかつ、西: Resurrección de Lázaro、英: The Raising of Lazarus）は、フランドル出身でスペインに移り住んだ画家フアン・デ・フランデスが1514-1519年に板上に油彩で制作した絵画である。画家はカスティーリャ女王イサベル1世の依頼により作品を制作していたが、1504年の彼女の没後以降はパレンシアで作品を制作した。本作は、パレンシアの聖ラザロ教会のために描かれた祭壇画を構成していた作品のうちの1点である。現在、マドリードのプラド美術館に所蔵されている。
祭壇画はサミュエル・H・クレス財団により解体され、購入された。財団は、祭壇画を構成していた板絵8点のうち4点をプラド美術館に譲渡した。本作以外の3点は、『聖霊降臨』、『ゲツセマネの祈り』、『キリストの昇天』である。祭壇画由来の別の4点である『受胎告知』、『キリストの降誕』、『東方三博士の礼拝』、『キリストの洗礼』は財団からワシントン・ナショナル・ギャラリー に寄贈された。

## 作品
本作の主題である「ラザロの復活」は、絵画において最もよく表現された主題の1つである。また、『新約聖書』中でイエス・キリストが起こしたとされる3人の死者の復活のうちの1つであり、かつ最も重要なものである。
「ヨハネによる福音書」 (11:33-44) によれば、ベタニアに住んでいたラザロはマリアとマルタの兄弟で、ある時、病に冒されてしまう。キリストと親しかったマルタとマリアは急いで彼に病状を伝えたが、彼が到着した時にはラザロが息を引き取り、埋葬されてからすでに4日がたっていた。人々はキリストが各地で起こした奇跡を知っていたものの、死者を復活させるのは無理だろうと話していた。しかし、キリストは、マルタに「あなたの兄弟はよみがえる。信仰があれば肉体が死んでも生きるのだ。あなたは信じるか」と問う。マルタは「信じます」と答える。マルタをともなってラザロの墓へと向かったキリストは、墓石をどけさせると「出てきなさい」と声をかけた。すると棺桶の中から布に巻かれたままのラザロが出てきた。キリストはラザロを生き返らせたのである。

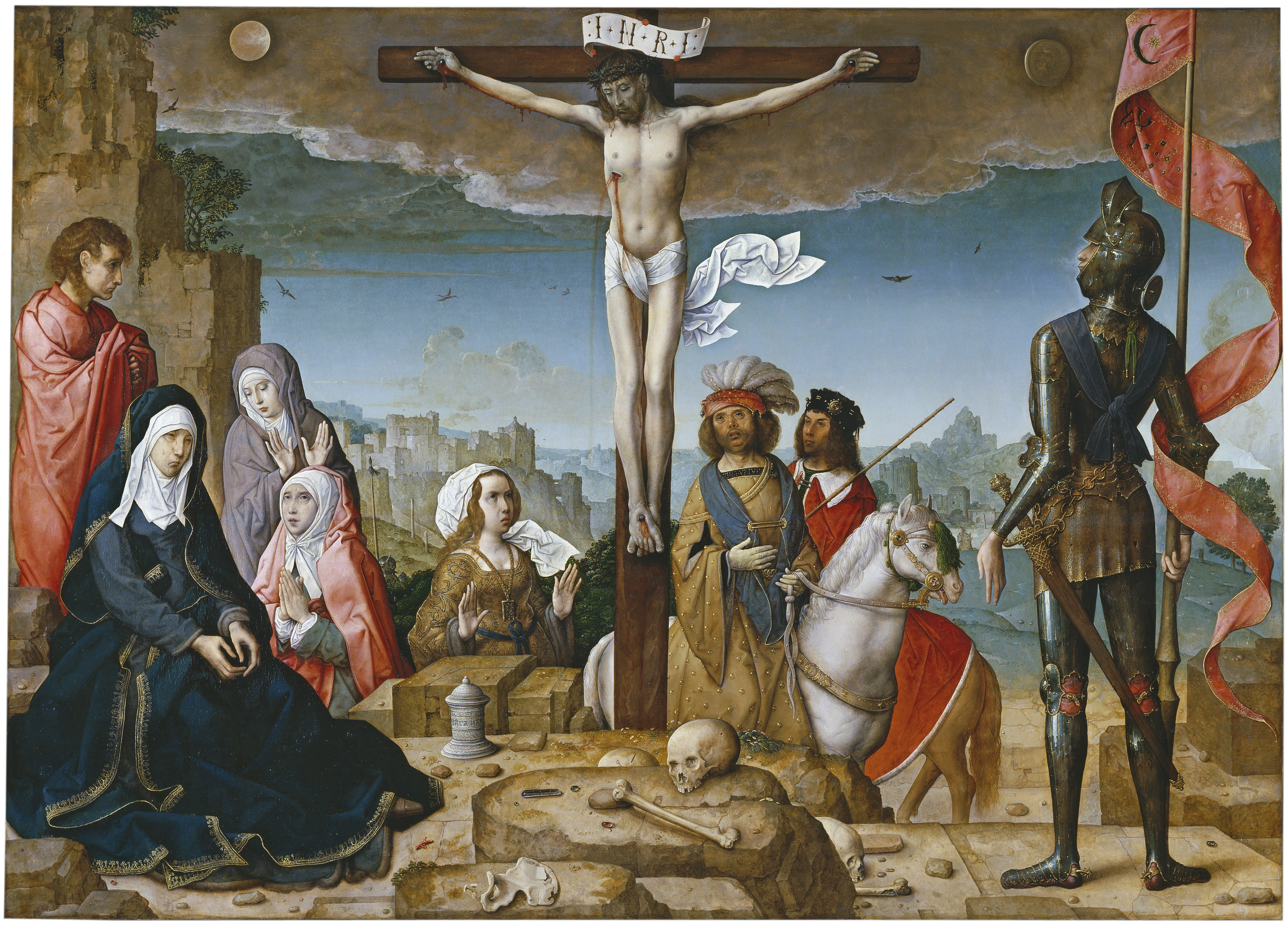
フアン・デ・フランデス『キリストの磔刑』 (1509-1518年) 、プラド美術館。十字架の左側にいるのがマグダラのマリア

描かれている場面は墓地でキリストがラザロを生き返らせたところであり、ラザロは棺桶に手を載せ、その目は黒真珠と化している。聖書の記述によると、ラザロの遺体は立てられたまま棺に収められた。しかし、ルネサンス時代以降は当時の世相を反映し、彼は棺から起き上がる形で表現された。本作もそれに倣っている。
ラザロの傍で、マリアがこの奇跡に立ち会っている。彼女は、カトリック両王の時代の豊かに装飾された衣服を身に着けた姿で表現されている。その姿は、フアン・デ・フランデスの『キリストの磔刑』 (プラド美術館) に描かれているマグダラのマリアに酷似している。マリアとは対照的にラザロは屍衣を身に纏い、青白く、老いぼれた姿で表されている。また、マルタとキリストの柔和な表情と、廃墟のアーチの向こう側で奇跡を目の当たりにしているユダヤ人 (律法学者のようである) たちとの表情が対照的である。彼らは胡散臭そうな表情をしており、この奇跡が彼らのキリストに対する反感を高めたのは確かである。なお、当時の絵画を特徴づけることであるが、背景に描かれている建築物は画家の故郷であるフランドルの同時代の建築物である。